# Mastník (okres Třebíč)
Obec Mastník (německy Mastnik, starší názvy Massnyk, Mastnikh, Mastnich) se nachází v okrese Třebíč v Kraji Vysočina, zhruba 5 km na jihozápad od Třebíče. Půl kilometru na východ od obce se nachází Kaní hora (571 m n. m.). Žije zde 212 obyvatel.
Sousedními obcemi sídla jsou Kojetice, Stařeč, Třebíč, Rokytnice nad Rokytnou a Mikulovice.

## Název
Jméno vyjadřovalo původně buď mastný díl půdy nebo potok s mastnou vodou, případně jiný podobný význam.

## Geografie
Ze severu na jih prochází přes území obce silnice ze Starče do Čáslavic, ze zastavěného území obce jižně vede užitková silnice do Kojetic. Přes území obce vede železniční trať Znojmo–Okříšky, na území obce se však nenachází žádná železniční zastávka, nejbližší se nachází ve Starči. Ze severu na jih přes území obce vede cyklostezka 5212, z východu na jih cyklostezka Jihlava–Třebíč–Raabs, z cyklostezky 5212 vychází jižně cyklostezka 5103. Přes východní okraj území obce vede cyklostezka 5217. Podél cyklostezky 5217 vede žlutá turistická trasa, podél východní hranice území vede zelená turistická trasa. Na západním okraji území obce se nachází na zelené turistické trase rozhledna Pekelný kopec, na kterou vede naučná stezka Stezka na Pekelný kopec.
Velká část území obce je zemědělsky využívána, jižní okraj je však zalesněný, stejně tak i východní část území pod Pekelným kopcem. Na východním okraji zastavěného území obce se nachází areál zemědělského družstva, na jižním okraji pak malý průmyslový areál. 
Jižní hranici území obce tvoří nepojmenovaný potok, který se následně těsně za hranicí jižně vlévá do Rokytné. Na jižním okraji zastavěného území obce pramení potom, který pak teče severně a následně asi po 2 km ústí ve Starči do Stařečského potoka. Na jižním okraji území obce jsou dva nové rybníky.
Území obce je relativně kopcovité, nadmořská výška se pohybuje mezi 550 a 570 metry nad mořem, na východním okraji území obce se nachází Pekelný kopec (572 m) s rozhlednou, východně od zastavěného území obce se nachází Kání hora (570 m), těsně za jižní hranicí území obce se nachází kopec Čichna (538 m) a těsně za západní hranicí se nachází Horní hora (583 m). 
Zastavěné území obce se nachází na severním okraji území obce.
Těsně za východní hranicí území obce se nachází naučná stezka Stezka na Pekelný kopec.

## Historie
První písemná zmínka o obci pochází z roku 1407, kdy část obce je zmiňována jako majetek kláštera premonstrátek v Nové Říši, další část obce měla patřit Bohuslavovi z Holoubka a Janovi z Lomnice. Majetkem kláštera pak byla ještě v roce 1482. V roce 1550 se obec stala majetkem sádeckého panství.
Od roku 1549 vlastnil Sádek Zdeněk z Valdštejna, následně jej v roce 1562 získali děti Zdeňka, za něž se o panství starali jejich poručníci. Následně pak majitelem panství byli Zdeněk II. z Valdštejna a v roce 1622 koupil Sádek Tomáš Cerboni, v roce 1678 pak rodina Cerboni prodala zadlužený Sádek Bohumírovi z Walldorfu. V roce 1687 pak Sádek zakoupil Bohumír Antonín Sartorius. V roce 1796 získal Sádek František Kajetán, jeho rodina pak vlastnila panství až do 20. století.
V roce 1766 byla v obci postavena barokní kaple Panny Marie, v roce 1797 pak byl v obci vztyčen smírčí kámen. Roku 1870 byla nedaleko obce postavena železniční trať z Okříšek do Znojma, v roce 1877 velká část vesnice vyhořela.
Do roku 1849 patřil Mastník do sádeckého panství, od roku 1850 patřil do okresu Jihlava, pak od roku 1855 do okresu Třebíč. Mezi lety 1980 a 1990 patřil Mastník pod Stařeč, následně se obec osamostatnila.
V roce 2021 byl v obci přestěhován do nově rekonstruované budovy obecní úřad, v původních prostorech byla otevřena obecní knihovna.
| Rok            | 1869 | 1880 | 1890 | 1900 | 1910 | 1921 | 1930 | 1950 | 1961 | 1970 | 1980 | 1991 | 2001 | 2011 | 2019 |
| Počet obyvatel | 262  | 224  | 268  | 311  | 310  | 323  | 318  | 275  | 292  | 266  | 236  | 209  | 223  | 236  | 238  |

## Politika
Do roku 2014 zastával funkci starosty Karel Zlomek, od roku 2014 vykonává funkci starostky Miluše Roupcová a funkci místostarosty Jan Milostný.

### Volby do Poslanecké sněmovny
|       | 2006                | 2010                | 2013                | 2017                | 2021                  |
| ----- | ------------------- | ------------------- | ------------------- | ------------------- | --------------------- |
| 1.    | ČSSD (35,25 %)      | ODS (23,3 %)        | ANO 2011 (20,53 %)  | ANO (27,69 %)       | SPOLU (29,13 %)       |
| 2.    | ODS (28,05 %)       | ČSSD (21,8 %)       | ČSSD (16,96 %)      | ODS (16,92 %)       | ANO (27,55 %)         |
| 3.    | KSČM (15,82 %)      | KSČM (20,3 %)       | KSČM (16,96 %)      | KSČM (13,84 %)      | Piráti+STAN (16,53 %) |
| účast | 76,80 % (139 z 181) | 70,90 % (134 z 189) | 58,64 % (112 z 191) | 67,01 % (130 z 194) | 68,28 % (127 z 186)   |

### Volby do krajského zastupitelstva
|      | 1.                      | 2.             | 3.                    | účast              |
| ---- | ----------------------- | -------------- | --------------------- | ------------------ |
| 2000 | ODS (20,25 %)           | KSČM (18,98 %) | 4KOALICE (17,72 %)    | 50 % (84 z 168)    |
| 2004 | ODS (30,76 %)           | KSČM (20,51 %) | SNK (17,94 %)         | 44,57 % (78 z 175) |
| 2008 | KSČM (31,95 %)          | ČSSD (30,92 %) | ODS (22,68 %)         | 51,04 % (98 z 192) |
| 2012 | KSČM (29,89 %)          | ČSSD (24,74 %) | ODS (12,37 %)         | 51,31 % (98 z 191) |
| 2016 | STO (23,07 %)           | KSČM (20,87 %) | ANO 2011 (13,18 %)    | 47,4 % (91 z 192)  |
| 2020 | MZH (21,27 %)           | ANO (18,08 %)  | STAN+SNK ED (15,95 %) | 49,74 % (95 z 191) |
| 2024 | ODS+TOP 09+STO (32,5 %) | ANO (31,25 %)  | STAN+SNK ED (8,75 %)  | 44,57 % (81 z 184) |

### Prezidentské volby
V prvním kole prezidentských voleb v roce 2013 první místo obsadil Miloš Zeman (34 hlasů), druhé místo obsadil Karel Schwarzenberg (27 hlasů) a třetí místo obsadil Jan Fischer (23 hlasů). Volební účast byla 70,74 %, tj. 132 ze 188 oprávněných voličů. V druhém kole prezidentských voleb v roce 2013 první místo obsadil Miloš Zeman (74 hlasů) a druhé místo obsadil Karel Schwarzenberg (41 hlasů). Volební účast byla 62,90 %, tj. 115 ze 186 oprávněných voličů.
V prvním kole prezidentských voleb v roce 2018 první místo obsadil Miloš Zeman (54 hlasů), druhé místo obsadil Jiří Drahoš (28 hlasů) a třetí místo obsadil Pavel Fischer (25 hlasů). Volební účast byla 65,64 %, tj. 127 ze 195 oprávněných voličů. V druhém kole prezidentských voleb v roce 2018 první místo obsadil Miloš Zeman (70 hlasů) a druhé místo obsadil Jiří Drahoš (68 hlasů). Volební účast byla 70,05 %, tj. 138 ze 197 oprávněných voličů.
V prvním kole prezidentských voleb v roce 2023 první místo obsadil Andrej Babiš (40 hlasů), druhé místo obsadil Petr Pavel (35 hlasů) a třetí místo obsadila Danuše Nerudová (29 hlasů). Volební účast byla 71,43 %, tj. 125 ze 175 oprávněných voličů. V druhém kole prezidentských voleb v roce 2023 první místo obsadil Petr Pavel (78 hlasů) a druhé místo obsadil Andrej Babiš (50 hlasů). Volební účast byla 72,32 %, tj. 128 ze 177 oprávněných voličů.

## Pamětihodnosti
- Busta básníka Jana Zahradníčka na jeho rodném domě[29]

## Známé osoby
- Jan Dokulil (1910–1974), kněz
- Petr Chňoupek (* 1974), novinář a politik
- Josef Lorenc (1897–1971), lékař
- Jan Zahradníček (1905–1960), básník, spisovatel a překladatel
- prof. MUDr. Jan Zahradníček (1882–1958), významný ortoped a dětský chirurg